# HD 38529

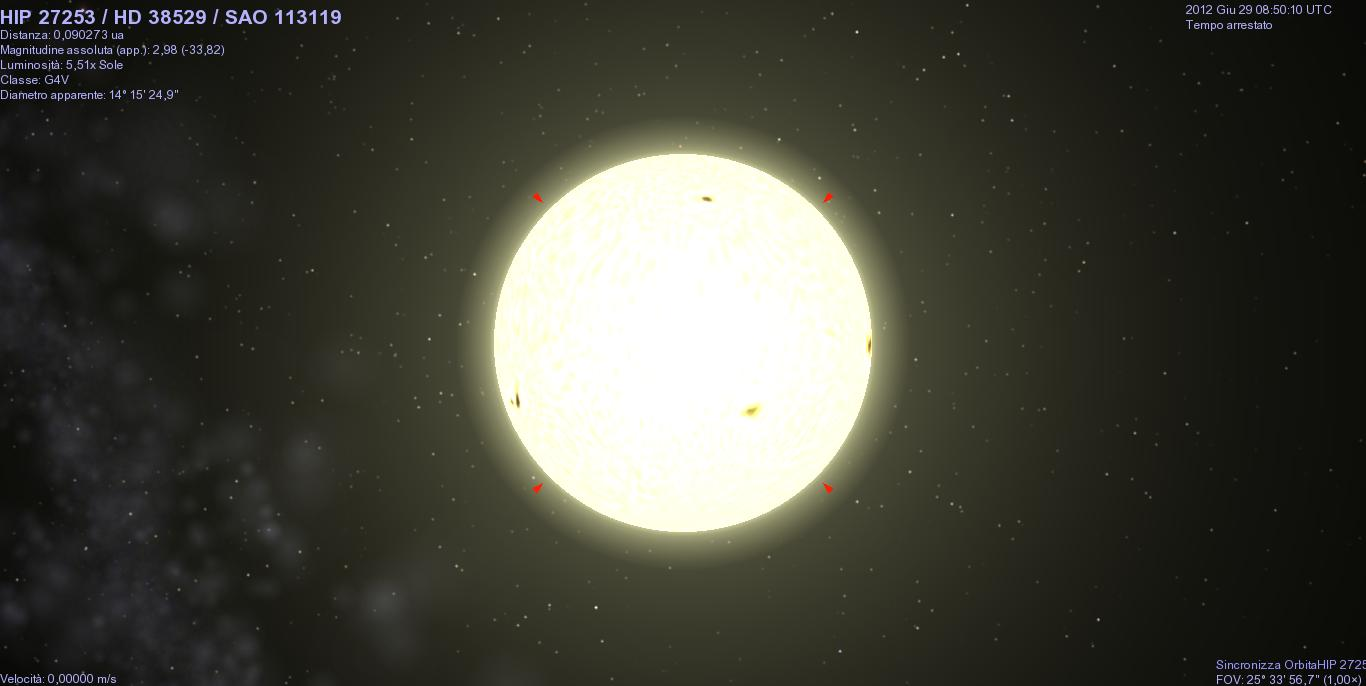

HD 38529(HR 1988)는 오리온자리에 있는 쌍성으로, 지구에서 138광년 떨어져 있다.

## HD 38529 A
HD 38529 A는 황색 준거성으로, 분광형은 G4IV이다. 질량은 태양의 1.39배이며 두 개의 동반 천체가 이 항성을 중심으로 공전을 하고 있다. 둘 중 하나는 갈색 왜성이다.

### HD 38529 Ab
HD 38529 Ab는 2000년 발견된 외계 행성으로, 질량으로 미루어 보아 가스 행성으로 추측된다.

### HD 38529 Ac
HD 38529 Ac는 갈색 왜성이다. 도플러 효과를 통해 관측한 결과 이 천체의 질량은 목성의 12.7배로, 갈색 왜성의 하한선인 목성질량의 13배에 근접해 있다. 히파르코스 위성의 관측 결과로는 이 천체의 공전면 기울기가 160도이며 질량은 목성의 37배까지 상승하게 된다.

## HD 38529 B
HD 38529 B는 HD 38529 A와 고유 운동을 공유하고 있다. 둘 사이의 거리는 12,042천문단위이다. B는 분광형 M3V의 적색 왜성이다.

## 같이 보기
- 외계 행성이 확인된 항성 목록
- 갈색 왜성 목록